# Skillinge
Skillinge é uma localidade da Suécia, situada na província histórica da Escânia.

Tem cerca de 859 habitantes, e pertence à Comuna de Simrishamn.

Está situada a 12 km a sudoeste de Simrishamn.